# Arbeitsgericht Kempten

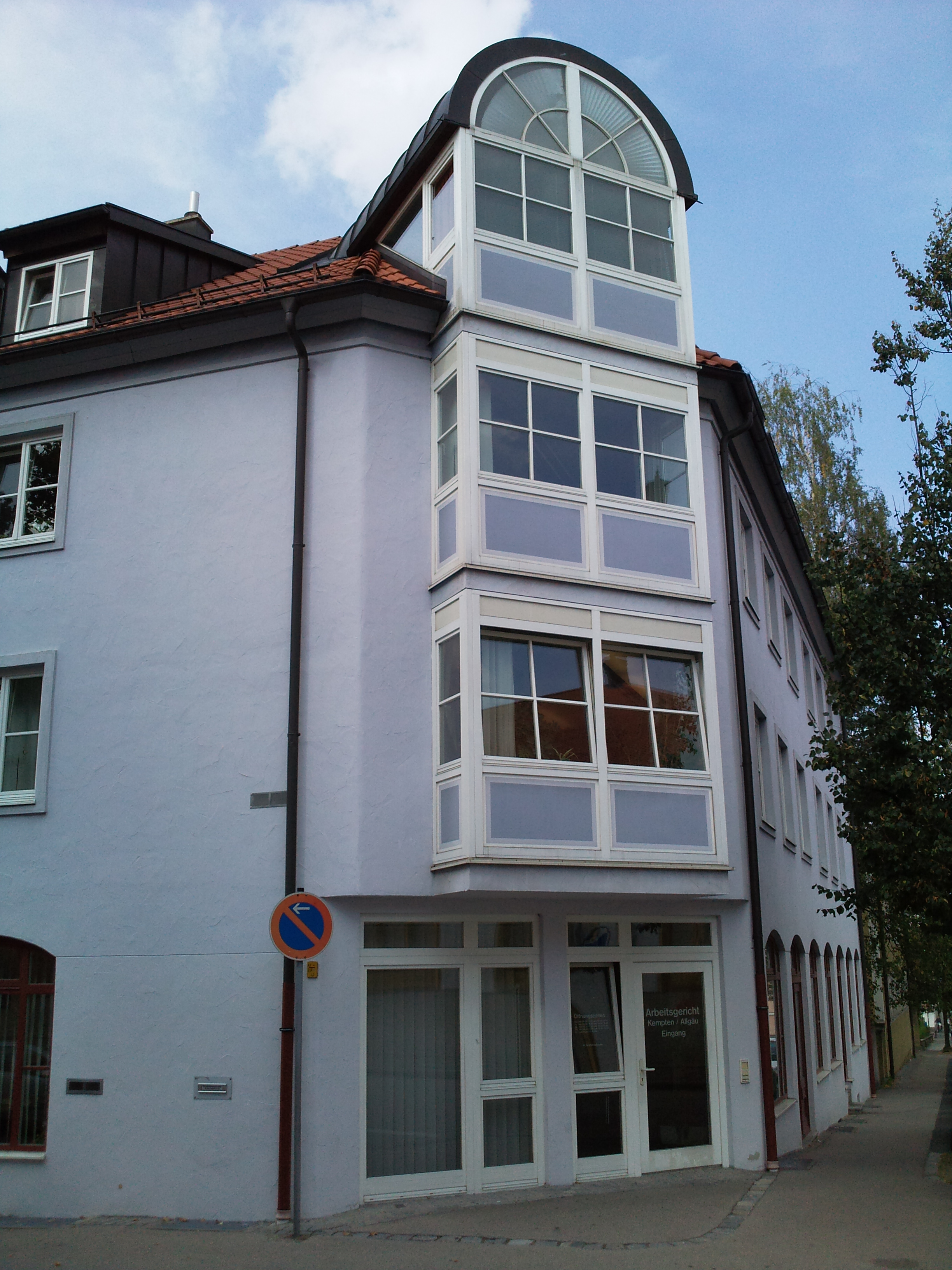
Gerichtsgebäude

Das Arbeitsgericht Kempten ist ein Gericht der Arbeitsgerichtsbarkeit und eines von elf Arbeitsgerichten im Freistaat Bayern. Das Gericht befindet sich in einem Geschäftsgebäude in der Königstraße in Kempten.
Der Bezirk des Arbeitsgerichts Kempten umfasst neben den kreisfreien Städten Kempten, Memmingen und Kaufbeuren die Landkreise Lindau, Ober-, Ost- und Unterallgäu.
Es unterhält zudem Gerichtstage in Lindau, Memmingen und Kaufbeuren. Das Rechtsmittelgericht für das Arbeitsgericht Kempten ist das Landesarbeitsgericht München.

## Geschichte
Gemäß Arbeitsgerichtsgesetz vom 23. Dezember 1926 wurden in Deutschland Arbeitsgerichte gebildet. Diese waren nur in der ersten Instanz organisatorisch selbstständige Gerichte, die Landesarbeitsgerichte waren den Landgerichten zugeordnet. Am Landgericht Kempten entstand so 1927 das Landesarbeitsgericht Kempten als eines von 23 Landesarbeitsgerichten in Bayern. In Kempten entstand das Arbeitsgericht Kempten als eines von acht Arbeitsgerichten des Landesarbeitsgerichts. Sein Sprengel umfasste den Gerichtsbezirk des Amtsgerichts Kempten. Es bestand eine allgemeine Kammer für Arbeiter und Angestellte und eine Kammer für das Handwerk. Daneben bestand eine Angestelltenkammer für den Landesarbeitsamtsbezirk.
Bereits 1929 wurde die Zahl der Arbeitsgerichte deutlich reduziert. Das Landesarbeitsgericht Kempten wurde aufgehoben, seine Aufgaben übernahm das Landesarbeitsgericht Augsburg. Der Sprengel des Arbeitsgerichts Kempten blieb unverändert.
Nach der Besetzung Deutschlands durch die Alliierten wurden 1945 zunächst alle Gerichte geschlossen. Die ordentlichen Gerichte wurden schon bald wieder eröffnet, während die Arbeitsgerichte zunächst nicht wieder eingerichtet wurden, so dass arbeitsgerichtliche Streitigkeiten von den ordentlichen Gerichten erledigt werden mussten. Gemäß Kontrollratsgesetz 21 vom 30. März 1946 sollten in Deutschland Arbeitsgerichte aufgebaut werden. Mit dem bayerischen Vollzugsgesetz vom 6. Dezember 1946 richtete das Staatsministerium für Arbeit und Sozialordnung am 30. Januar 1947 die Arbeitsgerichte wieder ein. Das Arbeitsgericht Kempten entstand dabei zunächst nicht neu. Stattdessen wurde eine Zweigstelle Kempten des Arbeitsgerichts Augsburg geschaffen. Zum 1. August 1953 erfolgte eine Neuordnung der Arbeitsgerichte und das Arbeitsgericht Kempten mit einer Zweigstelle in Kaufbeuren entstand neu. 1961 wurde die Zweigstelle in Kaufbeuren aufgehoben.